# Real Murders
Real Murders è un romanzo di Charlaine Harris del 1990, è il primo di una serie di dieci libri, con protagonista la bibliotecaria Aurora Teagarden. 

## Trama
A Lawrenceton, Georgia, si ritrovano i membri di "Real Murders", un'associazione di persone appassionate di criminologia: Gifford Doakes è lo specialista nei casi di massacro, Jane Eangle l'amante degli horror vittoriani, Perry Allison è "fan" di Teddy Bundy...
Una notte viene però ritrovato il cadavere di Mamie Wright, per giunta mutilato e la libraia della città, Aurora "Roe" Teagarden è convinta che l'assassino sia uno dei membri dell'associazione. In seguito altri brutali omicidi vengono commessi apparentemente per puro divertimento.

## Serie Aurora Teagarden
In italia sono stati pubblicato solo 7 romanzi.
1. Real Murders - Il club dei delitti irrisolti (1990) ISBN 0-8027-5769-3
2. Il mistero del teschio (A Bone to Pick) (1992) ISBN 0-8027-1245-2
3. Tre camere e un corpo (Three Bedrooms, One Corpse) (1994) ISBN 0-684-19643-3
4. Casa Julius (The Julius House) (1995) ISBN 0-684-19640-9
5. Un cadavere in giardino (Dead Over Heels) (1996) ISBN 0-684-80429-8
6. Gioco di Inganni (A Fool And His Honey) ISBN 0-312-20306-3
7. L'ultima scena (Last Scene Alive) (2002) ISBN 0-312-26246-9
8. Poppy Done to Death (2003) ISBN 0-312-27764-4
9. All the Little Liars (2016) ISBN 1250090032
10. Sleep Like a Baby (2017) ISBN 978-1-250-09006-5
11. Deeply Dead" racconto contenuto nell'antologia Murder, They Wrote